# Xanthorhoe olbia
Xanthorhoe olbia är en fjärilsart som beskrevs av Louis Beethoven Prout 1911. Xanthorhoe olbia ingår i släktet Xanthorhoe och familjen mätare. Inga underarter finns listade i Catalogue of Life.